# Woodham Walter
Woodham Walter är en by och en civil parish i Maldon i Essex i England. Orten har 583 invånare (2001). Byn nämndes i Domedagsboken (Domesday Book) år 1086, och kallades då Wdeham.